# Acacia tayloriana
Acacia tayloriana é uma espécie de leguminosa do gênero Acacia, pertencente à família Fabaceae.